# Ondskaben (bog)
Ondskaben (svensk: Onskan) er en svensk roman skrevet af Jan Guillou. Bogen udkom første gang på svensk i 1981 og handler om drengen Erik og hans voldelige opvækst i Sverige. Den er baseret på Guillous egen barndom.